# Torreira
Torreira ist ein Ort und eine Gemeinde im Norden Portugals.
Die Gemeinde liegt auf einer schmalen Landzunge zwischen dem Atlantischen Ozean und der Ria de Aveiro. Der Ort ist eines der Zentren des Fischfangs an der Beira Litoral.
Überregional bekannt sind die denkmalgeschützte Pousada „Pousada da Ria“, der Strand Praia da Torreira und die Feierlichkeiten zu Ehren des Ortsheiligen Pelagius von Córdoba, die jedes Jahr am 8. September stattfinden.

## Geschichte
Die erste Erwähnung geht auf eine Schenkungsurkunde aus dem Jahr 1283 zurück, mit der König D. Dinis die überwiegend aus Dünen bestehende Landzunge Gelfa (damals Guelfa) dem Edelmann Pedro Bermutes vermachte. Eine Ortschaft entstand jedoch erst mit der zunehmenden Verlandung des Gebietes, als Fischer der Region hier Geräteschuppen und Ankermöglichkeiten einrichteten und sich immer häufiger hier aufhielten, vermutlich erst Ende des 17. Jahrhunderts oder Anfang des 18. Jahrhunderts. Eine erste kleine Kirche entstand 1732.

## Verwaltung
Torreira ist eine von vier Gemeinden (Freguesia) des Kreises (Concelho) von Murtosa, im Distrikt Aveiro. In Torreira leben auf einer Fläche von 31,5 km² 2908 Einwohner (Stand 19. April 2021).
Die Gemeinde besteht nur aus der gleichnamigen Ortschaft.

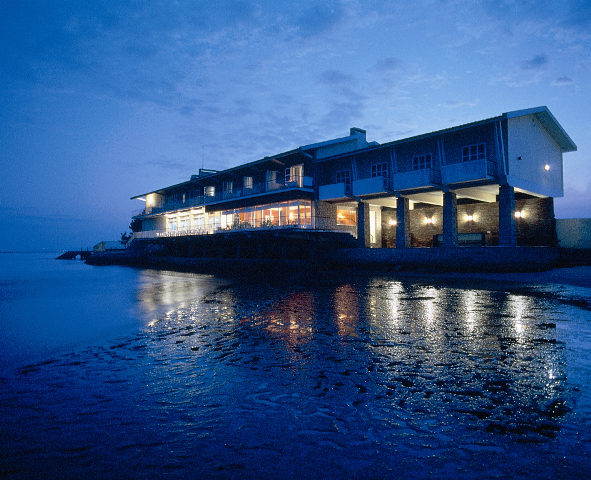
Die 1960 errichtete Pousada da Ria